# Jablines
Jablines település Franciaországban, Seine-et-Marne megyében. Lakosainak száma 665 fő (2022. január 1.). Jablines Précy-sur-Marne, Trilbardou, Annet-sur-Marne, Chalifert, Dampmart, Fresnes-sur-Marne és Lesches községekkel határos.

## Népesség
A település népességének változása:
| Lakosok száma | 683  | 683  | 692  | 686  | 691  | 691  | 702  | 683  | 665  |
|               | 2013 | 2015 | 2016 | 2017 | 2018 | 2019 | 2020 | 2021 | 2022 |